# Équipe d'Espagne masculine de basket-ball
Cet article traite de l'équipe masculine. Pour l'équipe féminine, voir Équipe d'Espagne féminine de basket-ball.
Maillots
L'équipe d'Espagne masculine de basket-ball (Espagnol : Selección Española de Baloncesto) est l'équipe nationale qui représente l'Espagne dans les compétitions internationales masculine de basket-ball. Elle est placée sous l'égide de la Fédération espagnole de basket-ball (FEB). L'équipe est affiliée à la FIBA depuis 1934. Son surnom est "La Familia", ce qui signifie « La famille ».
L'équipe d'Espagne comptabilise dix-neuf médailles dans les trois compétitions internationales majeures. Les titres majeurs sont les deux titres de coupe du monde obtenus lors des éditions 2006 et 2019. Elle a obtenu trois médailles d'argent aux Jeux olympiques, en 1984, 2008 et 2012. Los des Jeux, elle obtient également une médaille de bronze en 2016.
Elle possède également à son palmarès quatre titres européens, lors des championnats 2009, 2011,2015 et 2022. Elle totalise six médailles d'argent obtenues en 1935, 1973, 1983, 1999, 2003 et 2007. Elle possède également quatre médailles de bronze, en 1991, 2001, 2013 et 2017.

## Histoire
L'Espagne dispute son premier match international en 1935. Ce match, disputé le 15 avril, oppose à Madrid l'Espagne au Portugal et voit l'Espagne l'emporter sur le score de 33 à 12. Mariano Manent, premier entraîneur de la sélection est également l'arbitre de la rencontre. Cette rencontre sert à désigner un participant pour le premier championnat d'Europe. Lors de celui-ci, disputé à Genève, l'Espagne dispute trois rencontres, dont la finale de la compétition perdue 24 à 18 face à la Lettonie. En raison de la guerre civile espagnole, l'Espagne doit ne dispute sa rencontre suivante qu'en 1943. Il s'agit d'ailleurs du premier France-Espagne de l'histoire, disputé à Toulouse le 7 mars (victoire des français 25-24).
L'Espagne doit ensuite attendre 1950, et la première édition d'un Championnat du monde pour disputer une phase finale. Lors de cette première édition, la sélection espagnole termine au neuvième rang. Elle doit attendre ensuite l'édition de 1959 du championnat d'Europe pour participer à une phase finale. Depuis cette date, la sélection espagnole dispute la phase finale du championnat d'Europe lors de chaque édition. L'année suivante, elle dispute son premier tournoi olympique lors des Jeux olympiques d'été de 1960 à Rome, compétition où elle termine au 14e rang.
L'Espagne dispute deux tournois olympiques Dans les années soixante et au début des années soixante-dix : à Mexico en 1968 et à Munich en 1972. L'année suivante, la sélection espagnole, avec en particulier Clifford Luyk et Wayne Brabender, remporte la médaille d'argent de l'Euro 1973, devancée par la Yougoslavie. La saison suivante, elle termine cinquième du championnat du monde 1974.

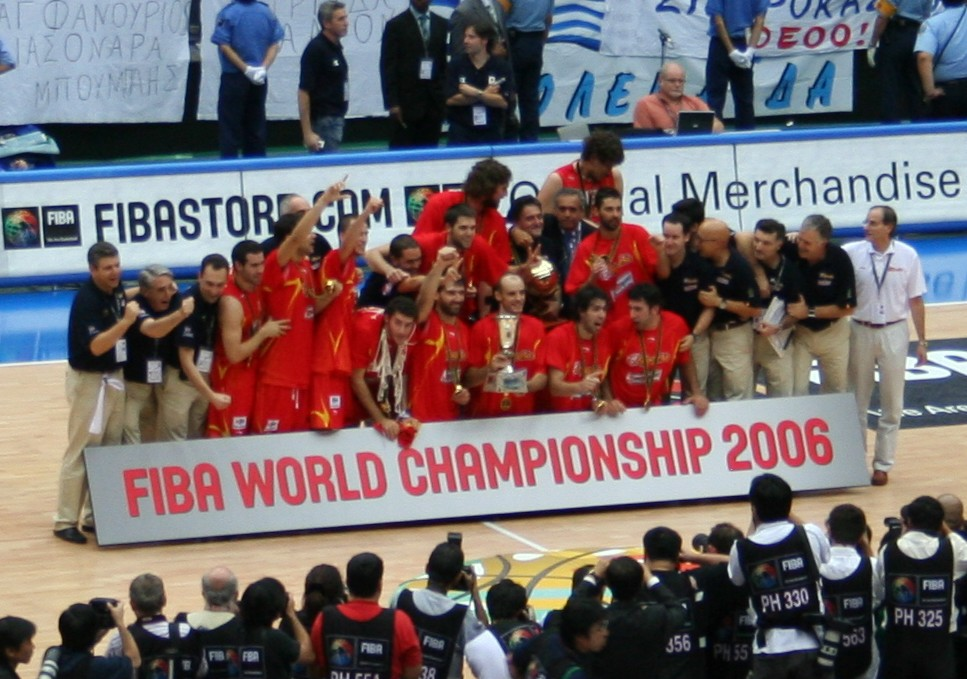
L'équipe championne du Monde 2006.

L'Espagne s'appuie sur une nouvelle génération de joueurs pour obtenir de nouvelles récompenses : grâce à Juan Antonio San Epifanio, Juan Antonio Corbalán, Nacho Solozábal, Fernando Martín, Fernando Romay… l'Espagne remporte la médaille d'argent du championnat d'Europe 1983, après une finale perdue face à l'Italie, puis une médaille d'argent olympique lors des jeux de Los Angeles. Certains de ces joueurs sont toujours présent en 1991 pour obtenir une médaille de bronze au championnat d'Europe disputé en Italie.
La sélection ibérique doit ensuite attendre huit ans pour renouer avec un podium : elle obtient la médaille d'argent du championnat d'Europe 1999, compétition remportée par l'Italie. Neuvième des jeux de Sydney, l'Espagne remporte la médaille de bronze de l'Euro suivant : c'est la première médaille de la génération de Pau Gasol, Juan Carlos Navarro, Felipe Reyes. Après le bronze, l'Espagne remporte l'argent en 2003 et en 2007, puis rivalise avec les Américains lors des jeux de Pékin. Auparavant, l'Espagne remporte le titre mondial lors de l'édition de 2006. En 2009, l'Espagne remporte son premier titre européen en battant la Serbie, titre qu'elle conserve deux ans plus face à la France. En 2012, elle dispute une deuxième finale olympique consécutive. Opposée au même adversaire, l'équipe des États-Unis, elle remporte une nouvelle médaille d'argent après une défaite sur le score de 107 à 100. En 2013, elle remporte une quatrième médaille consécutive dans le cadre d'un championnat d'Europe, la huitième en neuf compétitions depuis 1999. Elle obtient la médaille de bronze en battant la Croatie après s'être inclinée en demi-finale face à la France.
Lors du mondial 2014 disputé à domicile, l'Espagne, qui présente une équipe comptant toutes ses vedettes, dont Pau Gasol et Juan Carlos Navarro, absents de l'Euro 2013, est la grande favorite pour prétendre affronter, et éventuellement vaincre, la sélection américaine en finale dont l'affiche ne fait pas le moindre doute. Après un premier tour largement maitrisé, et une victoire facile en huitième de finale face au Sénégal, l'Espagne s'incline lors du tour suivant face aux Français sur le score de 65 à 52. Cette défaite est alors présentée en Espagne comme une « catastrophe » ou « La nuit la plus triste du basket espagnol ».

## Résultats

### Palmarès
| Compétitions mondiales                                                                                                   | Compétitions continentales | Autres compétitions |
| --- | --- | --- |
| - Jeux olympiques - Finaliste en 1984, 2008 et 2012 - Troisième en 2016 - Coupe du monde (2) - Vainqueur en 2006 et 2019 | - EuroBasket (4) - Vainqueur en 2009, 2011, 2015 et 2022 - Finaliste en 1935, 1973, 1983, 1999, 2003 et 2007 - Troisième en 1991, 2001, 2013 et 2017 | - Jeux méditerranéens (3) - Vainqueur en 1955, 1997 et 2001 - Finaliste en 1951, 1959, 1963 et 1987 - Troisième en 2005 |

### Parcours en compétitions internationales

#### Jeux olympiques
| Année | Position      |      | Année         | Position     |           | Année | Position |
| 1936  | Retiré        | 1976 | Non qualifiée | 2008         | Finaliste |       |          |
| 1948  | Non qualifiée | 1980 | 4e            | 2012         | Finaliste |       |          |
| 1952  | Non qualifiée | 1984 | Finaliste     | 2016         | Troisième |       |          |
| 1956  | Non qualifiée | 1988 | 8e            | 2020         | 6e        |       |          |
| 1960  | 11e           | 1992 | 9e            | 2024         | 10e       |       |          |
| 1964  | Non qualifiée | 1996 | Non qualifiée | 2028         | -         |       |          |
| 1968  | 7e            | 2000 | 9e            | 2032         | -         |       |          |
| 1972  | 11e           | 2004 | 7e            | Pays inconnu | -         |       |          |

#### Coupe du monde
| Année | Position      |      | Année         | Position |           | Année | Position |
| 1950  | 9e            | 1978 | Non qualifiée | 2006     | Vainqueur |       |          |
| 1954  | Non qualifiée | 1982 | 4e            | 2010     | 6e        |       |          |
| 1959  | Non qualifiée | 1986 | 5e            | 2014     | 5e        |       |          |
| 1963  | Non qualifiée | 1990 | 10e           | 2019     | Vainqueur |       |          |
| 1967  | Non qualifiée | 1994 | 10e           | 2023     | 9e        |       |          |
| 1970  | Non qualifiée | 1998 | 5e            | 2027     | -         |       |          |
| 1974  | 5e            | 2002 | 5e            | 2031     | -         |       |          |

#### EuroBasket
| Année | Position      |      | Année     | Position     |           | Année | Position |
| 1935  | Finaliste     | 1969 | 5e        | 1999         | Finaliste |       |          |
| 1937  | Non qualifiée | 1971 | 7e        | 2001         | Troisième |       |          |
| 1939  | Non qualifiée | 1973 | Finaliste | 2003         | Finaliste |       |          |
| 1946  | Non qualifiée | 1975 | 4e        | 2005         | 4e        |       |          |
| 1947  | Non qualifiée | 1977 | 9e        | 2007         | Finaliste |       |          |
| 1949  | Non qualifiée | 1979 | 6e        | 2009         | Vainqueur |       |          |
| 1951  | Non qualifiée | 1981 | 4e        | 2011         | Vainqueur |       |          |
| 1953  | Non qualifiée | 1983 | Finaliste | 2013         | Troisième |       |          |
| 1955  | Non qualifiée | 1985 | 4e        | 2015         | Vainqueur |       |          |
| 1957  | Non qualifiée | 1987 | 4e        | 2017         | Troisième |       |          |
| 1959  | 15e           | 1989 | 5e        | 2022         | Vainqueur |       |          |
| 1961  | 13e           | 1991 | Troisième | 2025         | -         |       |          |
| 1963  | 7e            | 1993 | 5e        | 2029         | -         |       |          |
| 1965  | 11e           | 1995 | 6e        | Pays inconnu | -         |       |          |
| 1967  | 10e           | 1997 | 5e        | Pays inconnu | -         |       |          |

## Personnalités emblématiques

### Sélectionneurs successifs
| Période   | Sélectionneur       | Bilan           |
| --------- | ------------------- | --------------- |
| 1935      | Mariano Manent      | 4 - 3 v. 1 d.   |
| 1943      | Santiago Monerris   | 1 1 d.          |
| 1947-1950 | Anselmo López       | 28              |
| 1950-1951 | Michael Ruzgis      | -               |
| 1951-1952 | Fernando Font       | 19              |
| 1952      | Pedro Borrás        | -               |
| 1953-1958 | Jacinto Ardevéniz   | 30              |
| 1959-1960 | Eduardo Kucharsky   | 31              |
| 1961      | Fernando Font       | 9               |
| 1962-1964 | Joaquín Hernández   | 40              |
| 1964-1965 | Pedro Ferrándiz     | 14              |
| 1965-1992 | Antonio Díaz-Miguel | 432             |
| 1993-2001 | Lolo Sainz          | -               |
| 2001-2002 | Javier Imbroda      | -               |
| 2002-2003 | Moncho López        | -               |
| 2003-2005 | Mario Pesquera      | -               |
| 2006-2008 | Pepu Hernández      | 34 - 32 v. 2 d. |
| 2008      | Aíto García Reneses | 15 - 13 v. 2 d. |
| 2009-2012 | Sergio Scariolo     | ?               |
| 2012-2014 | Juan Antonio Orenga | ?               |
| 2015-     | Sergio Scariolo     | ?               |

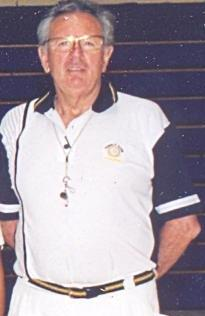
Antonio Díaz Miguel

Le premier entraîneur de l'équipe d'Espagne est Mariano Manent qui dirige quatre rencontres de l'équipe d'Espagne qui obtient la médaille d'argent du premier championnat d'Europe en 1935. Après une période où le poste est vacant, Santiago Monerris dirige une rencontre en 1943. L'entraîneur suivant est Anselmo López qui prend en charge la sélection de 1947 à 1950. Suit ensuite une période où se succède des entraîneurs jusqu'à l'arrivée de Jacinto Ardevéniz qui dirige 30 rencontres sur la période de 1953 à 1958.
Eduardo Kucharsky, Fernando Font, Joaquín Hernández et Pedro Ferrándiz se succèdent ensuite au poste d'entraîneur : toutefois, les deux premiers ne sont que les entraîneurs, les postes d'entraîneurs et de sélectionneurs étant alors différencié. Pedro Ferrándiz, introduit comme membre du FIBA Hall Of Fame en 2009 - principalement pour sa carrière à la tête du Real Madrid avec quatre coupe des clubs champions - occupe le poste durant la saison 1964-1965.
Antonio Díaz-Miguel lui succède : il occupe le poste de 1965 à 1992. Avec 27 ans de présence au poste, il est l'entraîneur espagnol qui dirige le plus de rencontres. Durant cette période, la sélection espagnole remporte une médaille d'argent lors des jeux olympiques de 1984 à Los Angeles, deux médailles d'argent en championnat d'Europe, en 1973 et 1983 et une médaille de bronze à l'Euro 1991. Son successeur, Lolo Sainz, permet à l'Espagne de remporter une nouvelle médaille d'argent à l'Euro 1999. Javier Imbroda qui lui succède en 2001 remporte la médaille de bronze de l'Euro 2001.

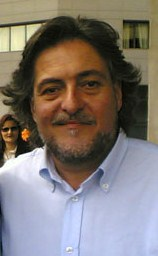
Pepu Hernández

Moncho López obtient également une médaille lors du Championnat d'Europe suivant. En 2006, José Vicente Hernández prend le poste de sélectionneur national. Dès sa première compétition, il remporte le mondial 2006 disputé au Japon. L'année suivante, l'Espagne est privée par la Russie du titre européen qui lui était promis avant la compétition, celle-ci se déroulant en Espagne.
En juin 2008, le président de la fédération espagnole le démet de son poste sous le motif d'avoir introduit une « mauvaise ambiance » au sein du groupe. Aíto García Reneses prend la tête de la sélection espagnole qui remporte la médaille d'argent des jeux olympiques de 2008 de Pékin. Peu après la compétition, il annonce sa décision de renoncer à ce poste, préférant s'occuper d'un club. C'est l'Italien Sergio Scariolo qui lui succède. Celui-ci apporte en 2009 le premier titre européen de l'histoire de la sélection espagnole. Sous sa direction, la sélection espagnole conserve son titre européen lors de l'édition de 2011, puis remporte la médaille d'argent lors des Jeux de Londres en 2012. Après avoir laissé entendre qu'il renoncerait à la sélection après les Jeux, il annonce en novembre qu'il quitte le poste de sélectionneur où il est remplacé par Juan Antonio Orenga. Ce dernier, après avoir remporté une médaille de bronze face à la Croatie lors du championnat d'Europe 2013, ne parvient pas à conduire son équipe à la finale que toute l'Espagne espérait lors de la Coupe du monde 2014, disputée en Espagne. Peu après la fin de la compétition, il annonce sa démission. Il est remplacé par Sergio Scariolo qui remporte l'Euro 2015.

### Joueurs marquants
Juan Antonio San Epifanio, dit Epi, est à son époque considéré comme l'un des meilleurs joueurs européens, comme le prouve son élection parmi les 35 joueurs figurant dans les 50 meilleurs contributeurs de l'Euroligue, sélection établie en 2008 dans le cadre du cinquantenaire de l'Euroligue, auparavant appelée coupe d'Europe des clubs champions. Il fait partie de la sélection espagnole qui remporte l'argent aux Jeux olympiques de Los Angeles. Il remporte deux médailles en championnat d'Europe, l'argent en 1983 et le bronze en 1991. Lors du mondial 1982, il fait partie du cinq majeur de la compétition.
| Joueur                          | Sélections |
| ------------------------------- | ---------- |
| Juan Carlos Navarro             | 253        |
| Rudy Fernández                  | 246        |
| Juan Antonio San Epifanio 'EPI' | 239        |
| Felipe Reyes                    | 236        |
| Francesc 'Nino' Buscató         | 222        |
| Pau Gasol                       | 216        |
| José Manuel Calderón            | 193        |
| Marc Gasol                      | 191        |
| Wayne Brabender                 | 190        |
| José María Margall              | 188        |

Epi est le joueur ayant inscrit le plus de points en carrière pour la sélection espagnole avec 3 358 jusqu'en août 2016 où il est dépassé par Pau Gasol. Jusqu'en août 2017, il est détenteur du record de sélections, record précédemment détenu par Francesc Buscató avec 224 sélections depuis 1973. Celui-ci possède une médaille d'argent, lors de l'Euro 1973, à son palmarès.

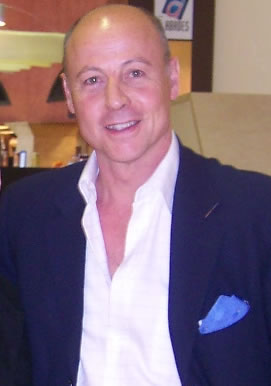
Juan Antonio Corbalán

Comme Epi, Wayne Brabender, un américain naturalisé, figure parmi les 35 joueurs des 50 contributeurs de l'Euroligue. Il est dans le meilleur cinq du mondial 1974. Il côtoie sous le maillot espagnol le meneur Juan Antonio Corbalán - lui aussi nommé dans les 50 contributeurs de l'Euroligue - avec lequel il remporte la médaille d'argent du championnat d'Europe 1973. Corbalán possède également la médaille d'argent olympique des jeux de Los Angeles, remportée avec Epi.
Fernando Martín qui décède en 1989 à l'âge de 27 ans, totalise 72 sélections et deux médailles d'argent, toutes deux remportées avec San Epifanio : l'Euro 1983 puis le tournoi olympique de 1984. En 2007, il est introduit à titre posthume au FIBA Hall of Fame. La sélection espagnole qui dispute les jeux de Los Angeles est également composée de deux autres joueurs qui figurent parmi les dix joueurs possédant le plus de sélection : Andrés Jiménez et Fernando Romay.
Jordi Villacampa est le détenteur du nombre de points sur une rencontre avec 48 points, performance établie lors du championnat du monde 1990 en Argentine. Il réalise 48 points lors d'une victoire 122 à 102 contre le Venezuela. Le précédent record était détenu par Jordi Bonareu avec 45 points et datait de 34 ans. Villacampa compte 158 sélections, participant à deux tournois olympiques, trois mondiaux et quatre championnats d'Europe, remportant la médaille de bronze de l'Euro 1991.
Alberto Herreros, international à 159 reprises durant la période 1990-2003, est nommé à deux reprises dans le meilleur cinq d'un championnat d'Europe, en 1995 et 1999 et du mondial 1998, est également à deux reprises meilleur marqueur d'une grande compétition internationale, en 1998 et à l'Euro 1999. Il remporte deux médailles d'argent, en 1999 et lors de l'Euro 2003.
En 1999, l'équipe junior espagnole remporte le titre mondial junior un an après le titre européen. Cette génération constitue la base de la sélection espagnole qui remporte de nombreuses médailles internationales, dont un titre mondial en 2006 et un titre européen en 2009. Durant cette période, Jorge Garbajosa, qui est plus âgé que les joueurs de cette génération de trois ans, est nommé dans le meilleur cinq du mondial 2006. De la génération de 1999, trois joueurs sont au moins une fois nommé dans l'un des cinq majeur d'une compétition internationale : Juan Carlos Navarro figure dans le meilleur cinq de l'Euro 2005 et de l'Euro 2011 dont il est également désigné MVP. DTrois médailles olympique, deux médailles d'argent et une de bronze, une médaille d'or mondiale, deux médailles d'or européenne, deux d'argent et deux de bronze figurent à son palmarès. Depuis août 2017, Navarro détient le record de sélections battant le record détenu par Juan Antonio San Epifanio (239 matches). José Manuel Calderón figure lui dans le meilleur cinq de l'Euro 2007. Il est également champion du monde 2006, champion d'Europe en 2011 et deux fois médaillé d'argent dans cette compétition et depuis 2012, médaillé olympique.

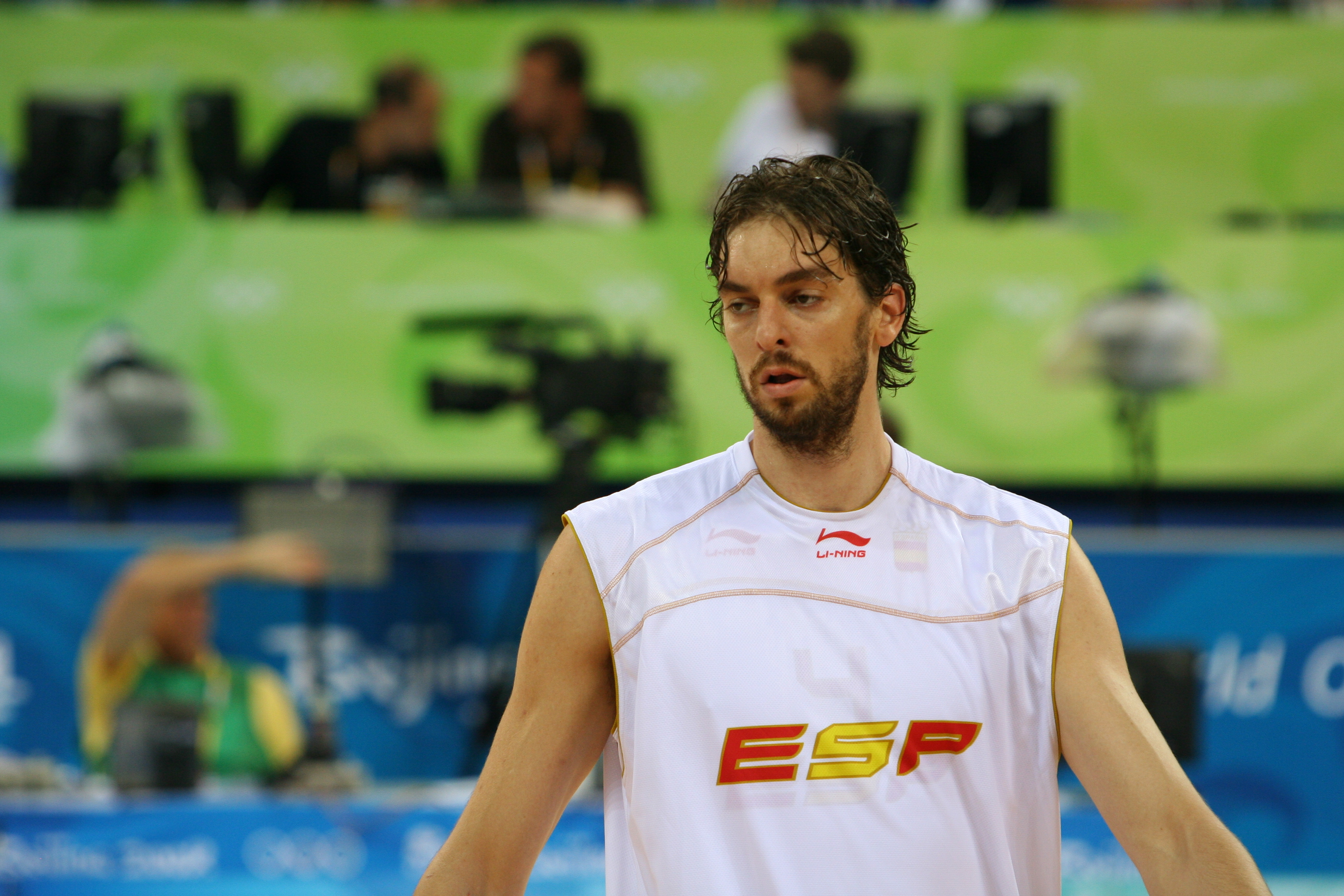
Pau Gasol aux Jeux Olympiques de Pékin.

Le joueur emblématique de cette génération espagnole est Pau Gasol. Il est désigné à de multiples reprises dans le meilleur cinq des compétitions internationales auxquelles il participe : lors des championnats d'Europe 2001, 2003, 2007, 2009 et 2011 et dans le cinq majeur du championnat du monde en 2006 et de la Coupe du monde 2014. Il est désigné meilleur joueur de l'Euro 2009, compétition dont il est également le meilleur marqueur. Lors du mondial 2006, il reçoit aussi le titre de MVP bien qu'il ne participe pas à la finale en raison d'une blessure lors de la demi-finale. Pau Gasol partage de nombreuses médailles que Navarro : or mondial et deux titres de champion d'Europe, deux médailles d'argent et une de bronze olympique et trois autres médailles européennes. Il compte toutefois un titre européen en plus, obtenu en 2015.
Rudy Fernández, qui est plus jeune que ces deux derniers joueurs, figure lui dans le meilleur cinq de l'Euro 2009. Comme Gasol et Navarro, il est trois fois médaillé aux Jeux olympiques, champion du monde en 2006. Dans les championnats d'Europe, il compte trois titres de champion d'Europe, une médaille d'argent et une médaille de bronze. Le frère de Pau Gasol, Marc Gasol obtient à son tour une distinction internationale en étant désigné dans le cinq majeur du championnat d'Europe 2013. Celui-ci obtient les mêmes médailles internationales que Rudy Fernández.

## Équipe actuelle
Effectif lors du Championnat d'Europe 2022.
| Numéro | Joueur                 | Poste | Naissance         | Taille | Club 2021-2022                  |
| ------ | ---------------------- | ----- | ----------------- | ------ | ------------------------------- |
| 2      | Lorenzo Brown          | PG    | 26 août 1990      | 1,96 m | UNICS Kazan                     |
| 4      | Jaime Pradilla         | PF    | 3 janvier 2001    | 2,05 m | Valence BC                      |
| 5      | Rudy Fernández         | SF    | 4 avril 1985      | 1,96 m | Real Madrid                     |
| 6      | Xabier López-Arostegui | SF    | 19 mai 1997       | 2,01 m | Valence BC                      |
| 7      | Jaime Fernández        | PG    | 4 juin 1993       | 1,84 m | Unicaja Málaga                  |
| 8      | Darío Brizuela         | SG    | 8 novembre 1994   | 1,85 m | Unicaja Málaga                  |
| 9      | Alberto Díaz           | PG    | 23 avril 1994     | 1,85 m | Unicaja Málaga                  |
| 11     | Sebas Saiz             | C     | 15 juillet 1994   | 2,02 m | Alvark Tokyo                    |
| 13     | Usman Garuba           | PF/C  | 9 mars 2002       | 2,03 m | Rockets de Houston              |
| 14     | Willy Hernangómez      | C     | 27 mai 1994       | 2,11 m | Pelicans de La Nouvelle-Orléans |
| 41     | Juan Hernangómez       | PF    | 28 septembre 1995 | 2,06 m | Jazz de l'Utah                  |
| 44     | Joel Parra             | PF    | 4 avril 2000      | 2,02 m | Joventut Badalona               |